# 法道寺善
法道寺 善（ほうどうじ ぜん/よし、1820年（文政3年）- 1868年10月31日（明治元年9月16日））は、幕末から明治時代初期の和算家である。字は通達。号は観山。通称は和十郎。

## 経歴・人物
安芸に生まれ、同地で梅園立介の門人となり和算を学ぶ。後に江戸に入り内田五観の門人となり、瑪得瑪弟加塾で6年間学んだ。
後に全国を立ち寄り、多くの門人を輩出させた。晩年に執筆した『観新考算変』（1862年（文久元年）刊行）は、当時流行していた円の外接や内接する問題を参考にして、安島直円の公式を簡易で解答出来るようにする新しい公式が言及されている。